# Ковалик, Зиновий Григорьевич
Зино́вий Григо́рьевич Кова́лик (укр. Зеновій Григорович Ковалик; 18 августа 1903, село Ивачев Горишний — летом 1941, Львов) — блаженный Римско-Католической и Украинской Греко-Католической Церквей, священник, мученик.

## Биография
До вступления в монастырь редемптористов работал сельским учителем. 28.08.1926 года принёс монашеские обеты, после чего он был направлен на обучение философии и богословских дисциплин в Бельгию. 9.08.1932 года был рукоположён в сан священника. Служил на Волыни под началом епископа Николая Чарнецкого. После нескольких лет служения на Волыни, его перевели в город Станислав (ныне — Ивано-Франковск). В 1939 году переехал в монастырь редемптористов, находившийся в городе Львове, где проводил активную пастырскую деятельность. В монастыре он исполнял обязанности эконома. В ночь с 20 на 21 декабря 1940 года был арестован агентами НКВД. Летом 1941 года, когда немецкие войска начали наступление на Львов, арестанты, находившиеся в львовской тюрьме, были подвергнуты экзекуции членами НКВД. Зиновий Ковалик на глазах заключённых был распят и прибит к стене.

## Прославление
27 июня 2001 года Зиновий Ковалик был причислен к лику блаженных римским папой Иоанном Павлом II во время его визита на Украину.